# 嚴衍
嚴衍（1575年—1654年），字永思，號午亭，別號拙道人，原籍嘉定（上海）馬陸，遷居桃浦。

## 生平
明萬曆年間秀才出身，一生未仕。隱居教授，好學不倦，治學嚴謹。且功於書法，筆力遒勁奇偉。當時魏忠賢權傾一時，各地紛建魏生祠，號九千九百歲。官府欲以重金要嚴衍为祠题书匾额，嚴衍不畏權勢、加以拒绝。嚴衍精于史学，嗜讀《資治通鑑》，常與門人談允厚反覆談論《通鑑》內容。
万历四十三年（1615年）开始撰寫《資治通鑑補》500卷，拾遗补缺，“往往一字未妥，抽翻百帙；片言无据，考订兼旬”，他指出司馬溫公《資治通鑑》有七病——漏（刪節太甚）、復（一事兩載）、紊（前後事失序）、雜（張李互見）、誤（事有舛誤）、執（取捨固執己見，如不載屈原事）、誣（如皮日休仕於黃巢，近誣）。
崇祯十一年（1638年）七月，“五代史”部份告竣，全书基本完成。此書早期只有抄本流传。咸丰元年（1851年），由江夏童和豫排印全本《资治通鉴补》百余部。光绪二年（1876）常州盛康再以童本再次勘订印行。
嚴衍本人亦精於易學，著有《溪亭问答》、《修绠斋易说》、《修绠斋四书说略》、《拙道人诗文集》等。